# كلارنس دبليو. دبليو. مايهيو
كلارنس دبليو. دبليو. مايهيو (بالإنجليزية: Clarence W. W. Mayhew)‏ هو مهندس معماري أمريكي، ولد في 1 مارس 1906 في كولورادو في الولايات المتحدة، وتوفي في 13 فبراير 1994 في سان رافاييل في الولايات المتحدة.